# Папірус Егертона

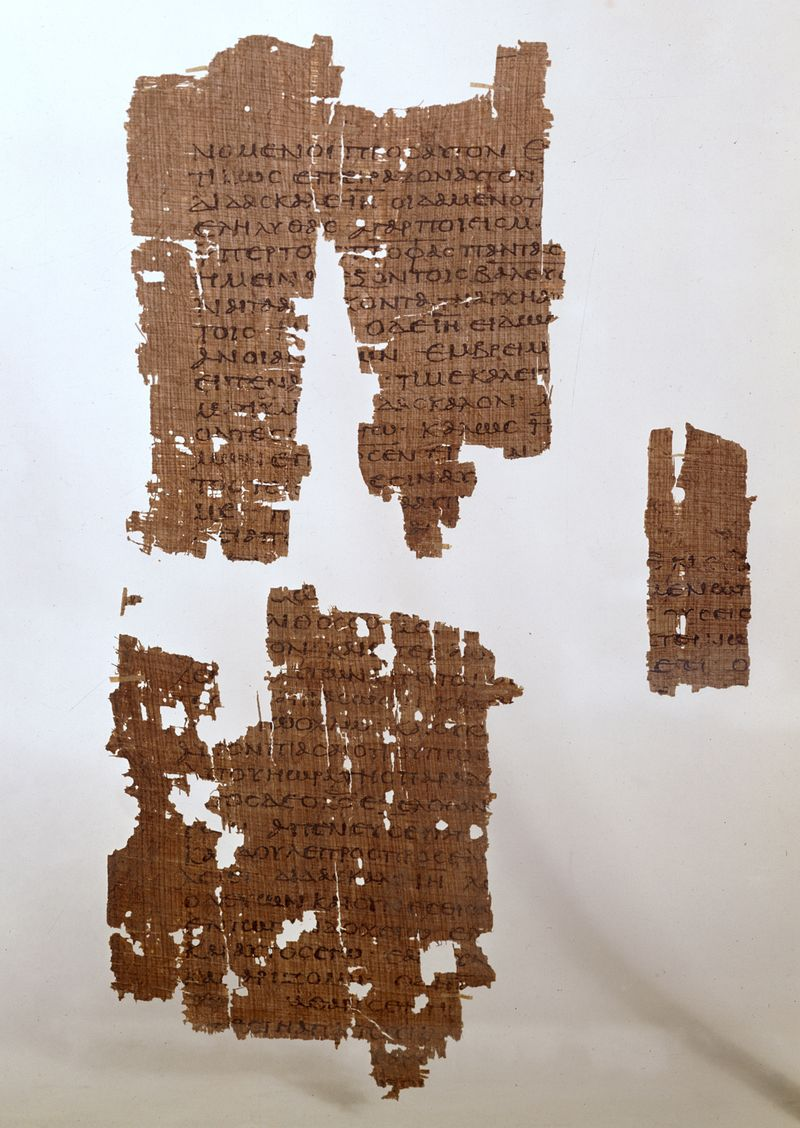
Папірус Егертона 2, Британська бібліотека

Євангеліє від Егертона (Egerton Papyrus 2 з Британської бібліотеки) - колекція, що складається з трьох фрагментів папірусу кодексу раніше невідомого євангелія, знайденого в Єгипті та проданого Британському музею у 1934 році. Фізичні фрагменти зараз датуються пізнім кінцем 2 століття нашої ери. Разом вони є одним із найстаріших свідчень будь-якого євангелія чи будь-якого кодексу.
Його також називають Невідомим Євангелієм, оскільки жодне стародавнє джерело не посилається на нього, і воно було зовсім невідомим до його публікації.

## Публікація
Після придбання влітку 1934, не втрачаючи часу, Британський музей опублікував текст папірусів. Він вийшов друком вже у 1935 році. 

## Походження
Усі три фрагменти є частиною колекції Егертона, що зберігається у Британській бібліотеці. Четвертий фрагмент цього рукопису було виявлено в колекції папірусів Кельнського університету.
Походження чотирьох фрагментів є предметом певних суперечок. Протягом усього XX століття походження фрагментів "папіруса Егертона" залишалося анонімним, при цьому початкові редактори без доказів припускали, що вони походять з папірусів Оксіринха. У 2019 році було встановлено, що вони були придбані у 1934 році у Моріса Нахмана, торговця антикваріатом в Каїрі. Нахман придбав рукопис десь між 1920-ми і 1934 роком, не зафіксувавши його походження. Нахман хвалився, що мав багато постачальників рукописів. Таким чином, ідентифікація авторства Оксіринха під питанням. Кельнський фрагмент був депонований без будь-якого походження. Непрямі докази свідчать про те, що папірус було продано в маєтку Нахмана після його смерті у 1954 році.
Колін Хендерсон Робертс повідомив, що бачив в колекції Нахмана розповідь про Страсті Христові. Інші біблеїсти хотіли отримати цей зниклий фрагмент, але колекція Нахмана була безладно розпродана багатьом європейським університетам і приватним колекціонерам. Імена покупців не збереглися, і остаточне місцезнаходження цього фрагменту, якщо він існує, невідоме.

## Зміст
Збережені фрагменти включають чотири історії: 1) полеміку, схожу на Євангеліє від Іоана 5:39-47 і 10:31-39; 2) зцілення прокаженого схоже на Євангеліє від Матвія 8:1-4, Євангеліє від Марка 1:40-45, Євангеліє від Луки 5:12-16 і Євангеліє від Луки 17:11-14; 3) суперечка про віддачу данини Цезарю, аналогічна Євангелію від Матвія 22:15-22, Євангелію від Марка 12:13-17, Євангелію від Луки 20:20-26; і 4) неповна розповідь про чудо на березі річки Йордан, можливо, зроблене для ілюстрації притчі про дивовижний ріст насіння. Остання історія не має еквівалента в канонічних Євангеліях: 
Ісус прийшов і став на березі річки Йордан; він простяг праву руку й наповнив її. . . . І він посіяв його на. . . А потім... вода... і... перед їхніми очима; і воно принесло плід...багато...на радість. . . 

## Датування рукопису

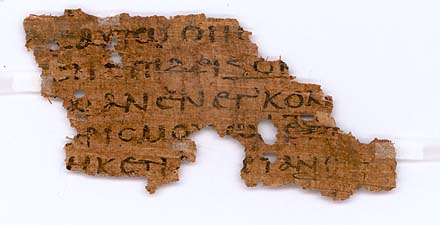
Папірус Köln 255, Кельнський університет.

Датування рукопису встановлювалось лише за допомогою палеографії. Коли фрагменти Егертона були вперше опубліковані, їх дату оцінили приблизно 150 роком н.е., натякаючи, що з ранніх християнських папірусів йому за віком може конкурувати лише 𝔓52, фрагмент Євангелія від Іоана з Бібліотеки Джона Райлендса. Пізніше, коли в колекції Кельнського університету (Papyrus Köln 255) виявли додатковий фрагмент з тексту Євангелія від Егертона і опублікували у 1987 році, було встановлено, що він розміщався в нижній частині однієї зі сторінок папірусів з Британської бібліотеки. У цьому додатковому фрагменті спостерігалося одноразове використання гачкуватого апострофа між двома приголосними - практика, яка стала стандартною в грецькій пунктуації на початку III століття. Цього було достатньо, щоб переглянути дату рукопису Егертона. Це дослідження помістило рукопис близько до часу Бодмерських папірусів 𝔓66 та c.200, відзначаючи, що Ерік Тернер підтвердив палеографічне датування 𝔓66 приблизно 200 роком нашої ери і посилаючись на використання гачкуватого апострофа в цьому папірусі на підтримку цього датування.
Переглянуте датування для папірусу Егертона досі має широку підтримку у наукових колах. Однак Стенлі Портер переглянув датування Папріуса Егертона разом із 𝔓52, зауважуючи, що науковий консенсус, що датує перший рубежем III століття, а другий — першою половиною II століття, суперечить тісній палеографічній схожості двох рукописів.  Редагування папірусу Егертона 1987 року базувалося на коментарі, зробленому Еріком Тернером у 1971 році, «у першому десятилітті III нашої ери ця практика (використання апострофа між двома приголосними, наприклад, подвійне приглушення чи подвійні плавні звуки) раптом стає надзвичайно поширеною, а потім стає звичною».  Портер зазначає, що Тернер одночасно навів кілька більш ранніх прикладів практики з кінця II століття, а також один (BGU III 715.5), датований 101 роком н.е. Портер припускає, що, незважаючи на виявлення гачкуватого апострофа в P. Köln 255, оригінальна пропозиція редакторів, датування серединою II століття папірусуа Егертона, краще узгоджується з палеографічними свідченнями датованих компаратором документальних і літературних джерел, як для 𝔓52, так і для цього папірусу, як «середина другого століття, можливо, схиляючись до його першої частини». 

## Дата складання
Джон Б. Деніелс пише наступне у своєму вступі до «Повних євангелій»:
З одного боку, деякі вчені стверджують, що невідомий автор "Євангелія Егертона" писав, запозичуючи з канонічних євангелій. Це рішення не є задовільним з кількох причин: паралельні місця "Євангелія Егертона" з синоптичними євангеліями не мають редакційної мови, властивої синоптичним авторам, Матвію, Марку та Луці. У них також відсутні риси, спільні для синоптичних євангелій, що важко пояснити, якщо припускати, що ці євангелії були джерелом для Егертона.
З іншого боку, припущення, що "Євангеліє від Егертона" служило джерелом для авторів Євангелія від Марка та(або) Євангелія від Іоана, також не мають переконливих доказів. Найбільш вірогідним поясненням подібностей та відмінностей Євангелія від Егертона від канонічних є те, що автор самостійно використав традиційні вислови та історії про Ісуса, які також використовувалися іншими авторами євангелій.
Такі традиційні вислови містяться в гіпотетичному Джерелі Q. Рональд Кемерон стверджує: «Оскільки «Папірус Егертон 2» не виявляє ніякої залежності від євангелій Нового Завіту, його найраніша ймовірна дата складання припадає на середину першого століття, коли вислови та історії, що лежать в основі Нового Завіту, вперше почали звучати у переказах та фіксуватись у письмовій формі. Найпізнішою можливою датою складання Євангеліє від Егертона може бути початок другого століття, незадовго до того, як була зроблена копія фрагмента папірусу, що дійшов до нас. Оскільки цей папірус представляє традиції в менш розвинутій формі, ніж праця Іоана Богослова, він, ймовірно, був складений у другій половині першого століття, в Сирії, незадовго до написання Євангелія від Іоана».
Франсуа Бовон зауважує, що фрагменти "Євангеліє від Егертона" «звучать дуже по-іоаннськи», але також містять ряд термінів, характерних для Євангелія від Луки,  і особливо подібний до Луки 5.12-14 та Луки 17.14. 
Гельмут Кестер і Дж. Д. Кроссан стверджували, що, незважаючи на його очевидну історичну важливість, текст не дуже відомий. Це лише фрагмент і не має чіткого відношення до жодного з чотирьох канонічних євангелій. Євангеліє від Егертона в основному ігнорувалося за межами вузького кола вчених. Твір не може бути відкинутий як «апокриф» або «єретичний» без шкоди для ортодоксальності Євангелія від Івана. Його також не можна класифікувати як «гностичний» та відкинути як маргінальний. Здається, що він майже не залежить від синоптичних євангелій і представляє традицію, подібну до канонічного Євангеліє від Іоана, але незалежну від неї. Крім того, він розповідає нам про інше невідоме диво.
Євангеліст Крейг Еванс різними способами підтримує дату Євангеліє від Егертона, пізнішу за датування канонічних Євангеліє. Він знаходить багато паралелей між ними, включно з редакційною мовою, характерною для Матвія та Луки. У той час як Кестер стверджує, що вони демонструють більшу традиційність у порівнянні з іншими євангеліями, Крейг Еванс вважає, що вони черпаються з інших євангелій, як робив Юстин Мученик. Він також використовує такі слова, як множинне «священики», які показують недостатнє знання юдейських звичаїв. 

## Дивіться також
- Новозавітні апокрифи

## Цитати
1. ↑  http://www.bl.uk/manuscripts/FullDisplay.aspx?ref=Egerton_Papyrus_2
2. 1 2 3 4  Ehrman, Bart (2003). Lost Scriptures: Books that Did Not Make It into the New Testament. Oxford University Press, USA. ISBN 0-19-514182-2.
3. ↑  Zelyck (2019). The Egerton gospel (Egerton papyrus 2 + Papyrus Köln VI 255) : introduction, critical edition, and commentary. Brill. с. 24—29. ISBN 9789004409842.
4. ↑  Zelyck (2019). The Egerton gospel (Egerton papyrus 2 + Papyrus Köln VI 255) : introduction, critical edition, and commentary. Brill. с. 30—33. ISBN 9789004409842.
5. ↑  Bell & Skeat
6. ↑  Michael Gronewald (1987). Papyrus Köln 255: Unbekanntes Evangelium oder Evangelienharmonie (Fragment aus dem "Evangelium Egerton"). Kölner Papyri (нім.). 7 (6): 136—145. ISBN 3-531-09931-0. Архів оригіналу за 13 червня 2007. Процитовано 12 квітня 2007. Nachzutragen ist, daß sich in dem Kölner Fragment nun auch Apostroph zwischen Konsonanten (aneneg'kon) wie in P.Bodmer II findet, was nach E.G. Turner, Greek Manuscripts 13, 3 eher ins dritte Jahrhundert weist. Doch auch bei einer eventuellen Datierung um 200 würde P.Egerton 2 immer noch zu den frühesten christlichen Papyri zählen.
7. ↑  Porter, p. 83.
8. ↑  Eric G Turner, Greek Manuscripts of the Ancient World, Oxford, OUP, 1971, p11 n50
9. ↑  Porter, p. 84.
10. ↑  Bovon, 2011, с. 294.
11. ↑  Evans, Craig A. Jesus: How Modern Scholars Distort the Gospels. Downers Grove, IL: Ivp Books, 2008.

## Зовнішні посилання
- Домашня сторінка PAPYRUS EGERTON 2 Детальний опис рукопису з багатьма зображеннями. Грецький та англійський текст і реконструкція.
- Веб-сайт ранніх християнських писань: текст, коментарі, посилання.